# Arrivano i bersaglieri
Arrivano i bersaglieri è un film del 1980 diretto da Luigi Magni, con protagonisti Ugo Tognazzi, Pippo Franco e Vittorio Mezzogiorno.
Ambientato nei giorni immediatamente successivi alla fine dello Stato Pontificio a seguito della breccia di Porta Pia, si svolge quasi interamente all'interno della residenza di un nobile romano di origine bolognese, Don Prospero di Sant'Agata, il quale rifiuta di accettare il cambio di governo e seguita a dichiararsi, similmente a quanto fece Pio IX, prima un assediato e, successivamente, un prigioniero politico del neonato stato italiano.

## Trama
20 settembre 1870.
Nel giorno in cui le truppe italiane guidate dal Generale Cadorna si apprestano a conquistare Roma e a completare l'unificazione dell'Italia aprendo una breccia a Porta Pia, il nobile Don Prospero di Sant'Agata, ufficiale pontificio di origine bolognese e fortemente anti-sabaudo, è costretto da Papa Pio IX a presentare personalmente la resa dello Stato Pontificio, presentandosi con un picchetto d'onore e con la bandiera bianca sul Gianicolo nel tentativo di evitare ulteriori spargimenti di sangue.
Mentre un plotone di bersaglieri festeggia la vittoria, Don Alfonso D'Aragona, alla guida di un piccolo drappello di Zuavi pontifici, ignaro dell'avvenuta resa spara e uccide il loro comandante, un tenente di nome Urbano, venendo successivamente ferito dal suo migliore amico Gustavo Martini quando rifiuta nonostante tutto di deporre le armi.
Prima che Gustavo possa uccidere Alfonso, Don Prospero riesce a portarlo in salvo nel proprio palazzo, dove assieme a lui vivono anche la figlia Olimpia, convinta nazionalista italiana, l'avida seconda moglie Costanza, e il fratello di lei, il prelato Padre Paolo, scroccone e opportunista.
Con la caduta di Roma, Don Prospero decide di murarsi all'interno del palazzo, sprangando la porta, dichiarando il lutto e proclamandosi, in un delirio di vittimismo, assediato dagli Italiani; ciò che ignora è che il tenente ucciso da Alfonso non era altri che suo figlio, che tutti credono a Parigi intento a inseguire i suoi sogni di pittore.
Mentre l'avida Costanza e l'opportunista Paolo già pensano a come ingraziarsi le nuove autorità italiane e progettano una vasta speculazione edilizia per far fronte all'imminente arrivo di un gran numero di funzionari di cui Roma avrà bisogno in quanto nuova capitale, Don Prospero tenta di coinvolgere Alfonso, pavido e segretamente finito in rovina dopo aver sperperato il patrimonio di famiglia, in un'ultima quanto vana resistenza (successivamente vanificata ancor prima di iniziare nel momento in cui le truppe italiane completeranno l'occupazione della città per evitare le sollevazioni antipapali della popolazione), arrivando a promettergli in cambio del suo aiuto la mano di Olimpia.
Olimpia, però, finisce per innamorarsi di Gustavo, che tenta a più riprese di informare Don Prospero della morte di Urbano, venendo però sempre cacciato in malo modo.
Grazie alla serva Nunziatina, Gustavo riesce infine ad incontrarsi con Olimpia, cui rivela la sorte di Urbano; quindi, nel momento in cui riconosce Alfonso, tra i due scoppia un duello, che tuttavia finisce per far scoprire a Don Prospero la presenza del giovane sottotenente in casa sua.
Infuriato, il patriarca pretende un duello alla pistola con Gustavo, che tuttavia viene interrotto nel momento in cui Don Prospero ha un infarto. Costretto a letto, e convinto di essere ormai in punto di morte, Prospero rivela a quel punto di aver sempre saputo che il figlio Urbano fosse in realtà un Bersagliere (oltre che di essere stato lui stesso, nel 1848, un ufficiale di Cavalleria savoiardo e convinto sostenitore della causa unitaria, salvo poi abbandonarla dopo averne capito gli intenti meramente colonizzatori a spese degli altri stati italiani), ma nel momento in cui Gustavo, in un impeto di rabbia, lo informa della sua morte, avvenuta oltretutto per mano di Alfonso, il vecchio patriarca subisce un ulteriore, durissimo colpo.
Così, la notte in cui Roma celebra il plebiscito che sancisce l'annessione di Roma al Regno d'Italia, un manipolo di bersaglieri si presenta a Palazzo Sant'Agata per arrestare Alfonso; Don Prospero li affronta, rinfacciando loro le pessime premesse attorno a cui l'Italia sta nascendo, e facendo presagire tutti i problemi a cui il nuovo stato, unificato con la forza e per il mero interesse politico di pochi, andrà inevitabilmente incontro.
Di fronte alle rimostranze di Gustavo, Don Prospero tenta di ucciderlo sparandogli, ma il giovane bersagliere viene difeso a prezzo della vita proprio da Alfonso, che si sacrifica per non vedere Olimpia perdere, oltre al fratello, anche l'uomo di cui è innamorata.
Quindi, dopo aver cacciato i Bersaglieri da casa propria, Don Prospero sbarra nuovamente la porta precedentemente riaperta da Olimpia, chiudendo simbolicamente la porta alla neonata nazione Italiana, per poi esalare l'ultimo respiro tra le braccia di Costanza, che solo a quel punto riconosce nell'uomo che ha sposato una persona ammirevole e degna di rispetto, che ha mantenuto saldi i propri principi fino alla fine.
Con la morte di Don Prospero, Gustavo è libero di vivere la sua storia con Olimpia, mentre Don Paolo decide di lasciare il palazzo e di stabilirsi altrove con il suo giovane amante, convinto come altri che, a conti fatti, nulla cambierà davvero, e che chi comandava ieri continuerà a comandare anche domani.